# Triangle du lithium

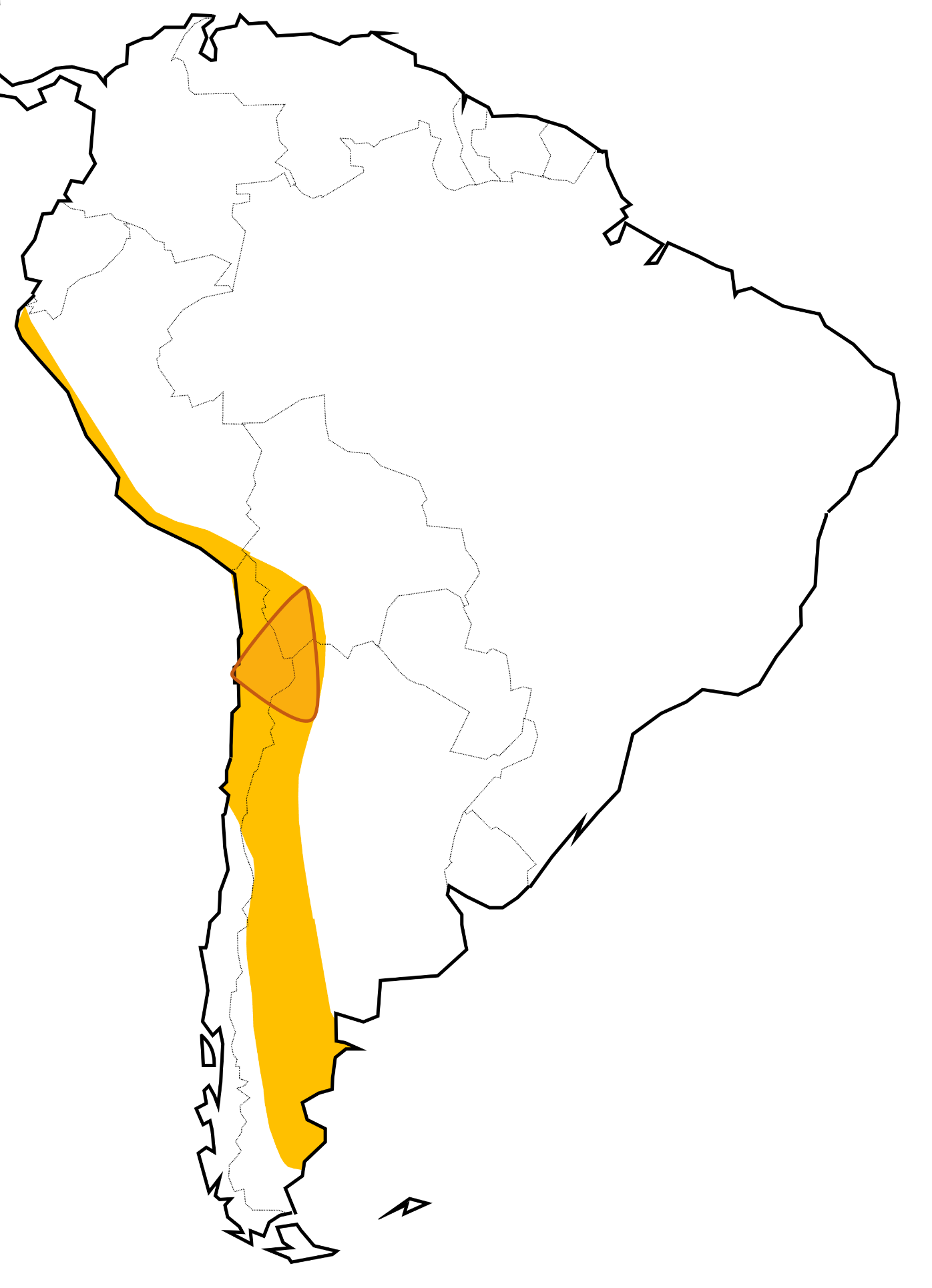
Le triangle du lithium est situé dans la diagonale aride de l'Amérique du Sud.

Le triangle du lithium (Triángulo del Litio) est une région de la cordillère des Andes riche en réserves de lithium, qui recouvre en partie les frontières de l'Argentine, de la Bolivie et du Chili.
Le lithium y est concentré dans divers déserts de sel situé dans le désert d'Atacama et dans la diagonale aride. Les trois grands déserts de sel qui définissent les grands côtés du triangle du lithium sont le salar d'Uyuni en Bolivie, le salar d'Atacama au Chili et le salar del Hombre Muerto en Argentine. De ces trois déserts, la plus haute concentration de lithium parmi toutes les sources connues de saumures de la planète se trouve dans le salar d'Atacama (0,15 % au poids),.
La forme de la région riche en lithium ressemble plutôt à un croissant qui commence dans le salar de Surire (19° S) au Nord et qui se termine dans le salar de Maricunga (27° S) au Sud.
Pour cette raison, des gens proposent de nommer cette région le « croissant du lithium ».
La production de lithium au début des années 2020 s'établissait à 140 000 tonnes par an au Chili, 33 000 tonnes par an en Argentine et 600 tonnes par an en Bolivie. En 2025, la production issue du triangle représenterait environ 40 % de la production mondiale de lithium.